# Maman Sabouleux
Maman Sabouleux est une comédie en un acte mêlée de chants d'Eugène Labiche, représentée pour la première fois à Paris au Théâtre du Palais-Royal le 13 mars 1852.
- Collaborateur Marc-Michel.
- Editions Michel Lévy frères.

## Argument
Père Sabouleux se retrouve du jour au lendemain avec 2 nourrissons.

## Quelques répliques
Pépinois : Si elle pouvait lui en flanquer dans les yeux, je rirais-t-y, mon Dieu !

## Distribution
| Acteurs et actrices ayant créé les rôles |                   |
| Personnage                               | Acteur ou actrice |
| Sabouleux, père nourricier               | Grassot           |
| Pépinois, son voisin                     | Hyacinthe         |
| M. de Claquepont, 45 ans                 | Amant             |
| Goberval, 55 ans                         | Kalekaire         |
| Mme de Claquepont, 36 ans                | Mme Thierret      |
| Suzanne, 8 ans, fille de Claquepont      | Céline Montaland  |